# Herbig-Haro-object

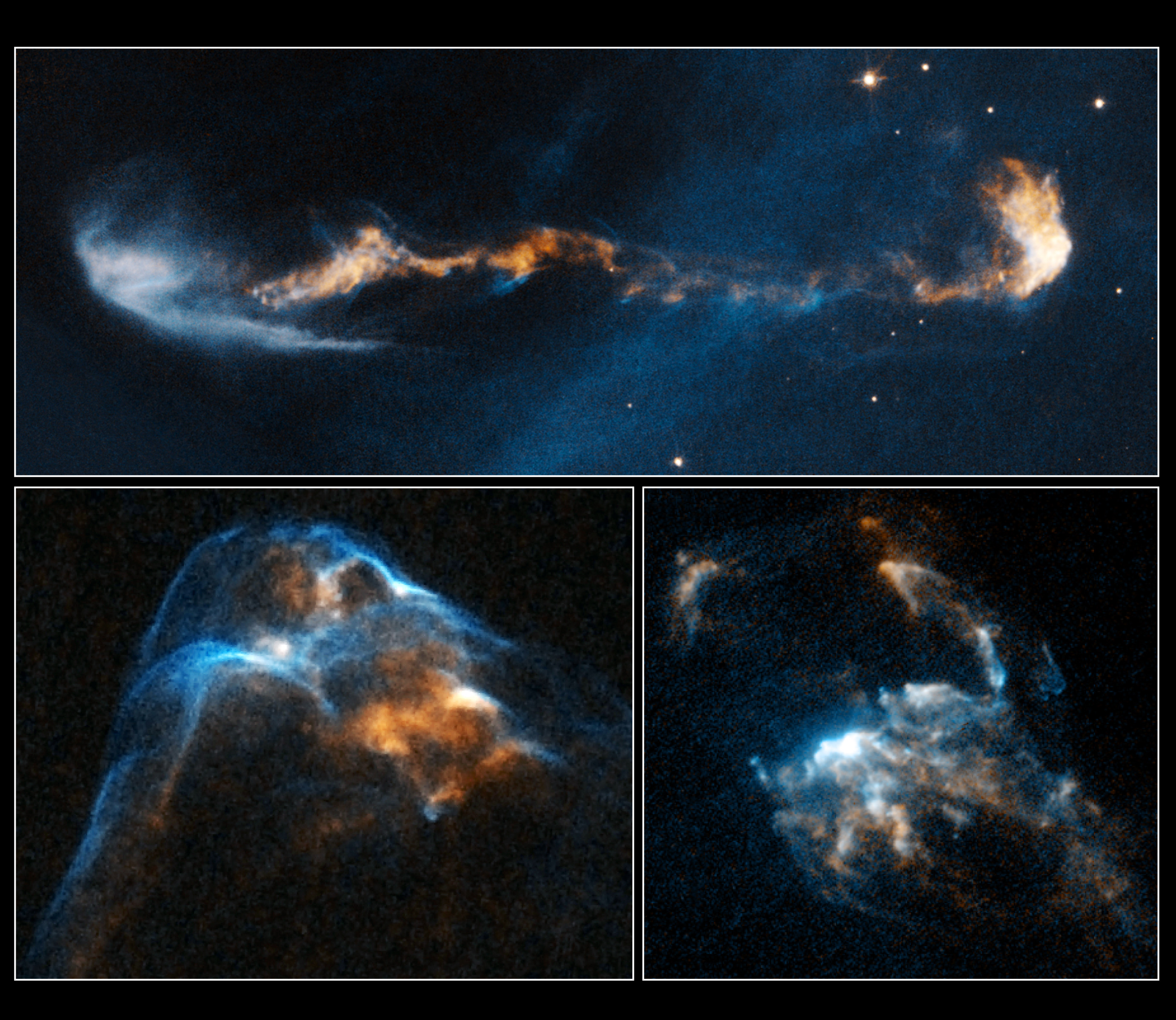
Voorbeelden van Herbig-Haro-objecten: HH47, HH34, en HH2.

Schematische voorstelling van HH objecten.

Een Herbig-Haro-object is een kleine emissienevel in een moleculaire wolk geassocieerd met een jong stellair object
(een protoster of een T Tauri-ster) met ongeveer dezelfde massa als de zon. De afstand van de nevel tot de protoster is meestal minder dan 0,5 parsec. Het spectrum van Herbig-Haro objecten vertoont vooral emissielijnen en geen infrarood-emissie.
Terwijl massa (materie) naar het hemellichaam toe stroomt, verlaat gelijktijdig massa de protoster straalsgewijs langs de twee polen. Waar dit gas op het interstellaire gas botst ontstaan lichtende schokfronten.
Het eerste HH-object werd in de 19e eeuw ontdekt door Sherburne Wesley Burnham (Burnhams Nevel; HH255, gelegen vlak bij de ster T Tauri), maar niet als zodanig herkend. HH-objecten werden daarna opnieuw gevonden door George Herbig en Guillermo Haro in de jaren 40 van de 20e eeuw.